# Asonele Kotu
Asonele Kotu é uma empreendedora sul-africana, relações públicas e especialista em marketing. De seus mais de dez anos de trajetória profissional, destaca-se como fundadora da FemConnect. Esta é uma plataforma que fomenta a saúde reprodutiva e a educação sexual através da tecnologia.  Em 2022, foi nomeada uma das 100 mulheres mais inspiradoras do mundo, segundo a BBC.

## Trajetória
Asonele Kotu formou-se na Academy for Women Entrepreneurs e na Mandela Washington Fellowship for Young African Leaders. Em 2020, foi nomeada embaixadora Youth Lead da África do Sul, e assessora da mesma instituição no ano seguinte, bem como da Making Cents International initiative.

### Emprendedorismo
Asonele Kotu iniciou sua start-up quando quis tirar seu implante contraceptivo, e percebeu que o acesso aos recursos adequados não era fácil. Assim, FemConnect tem como objetivo diminuir a pobreza menstrual, reduzir a taxa de gravidez adolescente e de doenças de transmissão sexual. Trabalham especialmente com jovens em risco de exclusão social fomentando seu empoderamento através de um serviço de telemedicina. O acesso aos recursos como contraconceptivos ou produtos de higiene feminina se realiza on-line, da mesma forma como se pede comida a domicílio, para fugir dos estigmas e possíveis discriminações que podem ocorrer por outras vias.

## Reconhecimento
Em 2022, foi nomeada uma das 100 mulheres mais inspiradoras do mundo, segundo a BBC.